# 1877年8月9日日食
1877年8月9日日食为一次在协调世界时1877年8月9日出現的日偏食。該次日食食分為0.3889。

## 概述
這次日食的食分是0.3889。

## 基本參數
- 類型：日偏食
- 食甚資料：
  - 日期：1877年8月9日
  - 時間：5時30分24秒
  - 地點：62N 139W
  - 食分：0.3889

## 外部連結
- NASA日食專頁（页面存档备份，存于）（英文）